# Santa Diabla
 (avril 2020).
Si vous disposez d'ouvrages ou d'articles de référence ou si vous connaissez des sites web de qualité traitant du thème abordé ici, merci de compléter l'article en donnant les références utiles à sa vérifiabilité et en les liant à la section « Notes et références ».
Production
Diffusion
Chronologie
El señor de los cielos (2013) Camelia, la texana (2014)
Santa diabla est une telenovela américaine diffusée entre le 6 août 2013 et le 24 février 2014 sur Telemundo.
Elle a été diffusée sur le réseau Outre-Mer 1re du 29 août 2016 au 18 novembre 2016 puis sur France Ô du 3 octobre 2016 au 6 janvier 2017 et sur Novelas TV du 27 octobre 2017 au 10 mai 2018.
Le feuilleton est également disponible sur 6play entre 2023-2024.

## Synopsis
Santa Martínez est une femme, qui prend l’identité d'Amanda Brown pour détruire les membres de la famille Cano.
L’histoire commence deux ans plus tôt, quand Willy Delgado, le mari de Santa, est embauché, comme professeur de musique dans la famille Cano. Il devient le professeur de Daniela Milan, la fille de Barbara Cano et petite fille de Gaspar Cano, un des plus puissants avocats de toute la ville. Barbara Cano s’amourache de Willy, mais malgré toutes ses tentatives, celui-ci la rejette. N’acceptant pas qu’un homme lui dise non, elle promet de se venger avec la complicité de sa fille Daniela et de son frère Humberto Cano. Pour cela, ils vont envoyer Willy en prison en l’accusant d’avoir abusé de Daniela. Plus tard, Humberto découvre que tout cela n’était qu’un mensonge inventé par sa sœur et sa nièce. Afin de ne pas faire du tort à sa carrière et à son prestige, il décide de suivre l’idée de sa mère Francisca Cano et de faire tuer Willy.
Santa, effondrée, jure de se venger de la famille Cano, avec le soutien de sa belle-sœur Paula, de sa mère Begoña et de son fils Willy Junior. En observant cette famille pendant deux ans, elle remarque qu’Humberto n'a pas de petite amie. Elle décide de se faire passer pour Amanda Brown, une femme de la haute société. La première étape est de se marier avec Humberto. Une fois entrée dans la famille, elle les détruira un par un. Mais peu de jours avant le mariage, il se passe quelque chose d’assez inattendu : elle rencontre Santiago, le dernier de la famille Cano, un musicien qu’Humberto ne voit pas d’un très bon œil. Ainsi, se posera un vrai dilemme pour Santa : d’un côté, détruire la famille qui a tué son mari, et d’un autre, elle va commencer à tomber amoureuse de Santiago.
Elle devra donc choisir entre l’amour et la vengeance.

## Distribution
- Gaby Espino : Santa Martinez de Delgado / Amanda Brown de Cano
- Aarón Díaz : Santiago Cano
- Carlos Ponce : Humberto « Le Requin Blanc » Cano †
- Ximena Duque : Inès Robledo de Cano †
- Frances Ondiviela : Victoria Colleti †
- Roberto Mateos : Patricio Vidal †
- Lincoln Palomeque : Guillermo "Willy" Delgado
- Wanda D'Isidoro : Barbara Cano de Milan
- Ezequiel Montalt : Jorge "Georges" Milan †
- Lis Vega : Lisette Guerrero de Santana
- Zully Montero : Hortensia Santana †
- Fred Valle : Gaspar Cano
- Christian de la Campa : Franco García Herrera  / Sebastian Blanco / René Alonso
- Maki Soler : Alicia Cano « La Diablesse »
- Virna Flores : Paola Delgado
- Eduardo Orozco : Arturo Santana
- Kenya Hijuelos : Lucy Medina
- Alberich Bormann : Iván Cano Guerrero
- Jeimy Osorio : Mara Lozano
- Raul Izaguirre : Vicente Robledo †
- Luis Caballero : Commandant Carlos Colleti †
- Gilda Haddock : Francisca Cano
- Gerardo Riverón : Père Milton Riverte
- Beatriz Valdés : Begoña Flores de Martinez
- Pedro Telémaco : Lázaro Illianes †
- Gledys Ibarra : Elisa Lozano
- María Raquenel : Manigance / Tránsito Carvajal
- Javier Valcarcel : Commissaire Francisco « Pancho » Robledo
- Ana Osorio : Daniela Milan Cano
- Carlos Augusto Maldonado : Ulises Colleti †
- Jorge Eduardo García : Willy Delgado Jr. / Guillermo Cano
- Michael Matt : Collins Phillips
- José Ramón Blanch : Orlando « Le Taureau » / Ricardo Hernández
- Hector Contreras : Officier Cifuentes
- D'Michael Haas : Felipe Santana
- Jimmy Bernal : Alexander Wayne
- Emily Alvarado : Alicia Cano (Jeune)

## Diffusion internationale
- Telemundo
- TVN
- Unitel
- Ecuavisa
- TCS Canal 2
- Gala TV
- Albanian Screen
- Telesistema 11
- Televen
- Acasă
- TV2
- Shant TV
- Dubai One
- France Réseau Outre-Mer première (2016)
- France Ô (2016-2017)
- Novelas TV (2018)

## Audiences

### France
Le 2 novembre 2016, la série enregistre 35 000 et 43 000 téléspectateurs pour les deux épisodes inédits de fin de matinée.